# Freizeitpark Plohn
Freizeitpark Plohn is een in 1996 geopend attractiepark gelegen in Lengenfeld, Duitsland.

## Geschiedenis
De na die Wende werkeloos geworden Arnfried Völkel startte in 1991 een herberg. Bij de herberg opende hij in 1996 een klein sprookjesbos met 12 sprookjes van gebroeders Grimm. De jaren hierop ontwikkelde het park zich gestaag met als grootste investeringen een wildwaterbaan in 1999 en de houten achtbaan El Toro in 2009. Het park opende in het jaar 2000 haar eerste achtbaan, Silver Mine, gebouwd door het Duitse Zierer. Deze achtbaan had sinds 1974 al in drie andere pretparken gestaan en reisde daarvoor rond op de Duitse kermis.
In 2019 opende het pretpark haar eerste attractie waarin bezoekers over de kop gaan, met de door MACK Rides gebouwde achtbaan Dynamite. Deze achtbaan bevat namelijk 3 inversies.

## Parkgedeelten
Anno 2024 bestaat het park uit de volgende themagebieden:
- Plohnidorf - een themagedeelte met nostalgische attracties
- Dorf der Gallier - een Gallisch dorp met een Rapid river
- Westernstadt - een westernstad met daarin onder andere El Toro en de Silver Mine
- Märchenwald - het oorspronkelijke sprookjesbos waarmee het park gestart is
- Kletterdorf - een gebied met klimtoestellen en glijbanen
- Dinoland - een gebied rondom dinosauriërs
- Naturpark - het gebied met onder andere herten en geiten gericht op kleine kinderen
- Oldtimerpark - het parkdeel waarin de attracties rondom vervoer draaien

### Achtbanen
| Achtbaan      | Jaar geopend | Bouwer                       | Type               |
| ------------- | ------------ | ---------------------------- | ------------------ |
| Dynamite      | 2019         | Mack Rides                   | Big Dipper         |
| El Toro       | 2009         | Great Coasters International | Houten achtbaan    |
| Familycoaster | 2006         | SBF Visa                     | Kinderachtbaan     |
| Plohseidon    | 2011         | Zierer                       | Force 190          |
| Drachenwirbel | 2017         | SBF Visa                     | Draaiende achtbaan |